# Harry Gregg
Henry ("Harry") Gregg (Magherafelt, 25 oktober 1932 – Coleraine, 16 februari 2020) was een Noord-Iers voetballer. Hij was van 1957 tot 1966 doelman van Manchester United.

## Loopbaan
Gregg begon zijn carrière bij Linfield FC in Belfast. In 1952 ging hij naar Doncaster Rovers, waar hij vijf seizoenen zou blijven. In december 1957 werd hij door trainer Matt Busby naar Manchester United gehaald om de Busby Babes defensief te versterken.
Op 5 februari 1958 verdedigde Gregg het doel van United tijdens de uitwedstrijd tegen Rode Ster Belgrado in de kwartfinale van de Europacup I. Door een 3-3 gelijkspel plaatste Manchester United zich voor de halve finale. Tijdens de terugreis werd een tussenstop gemaakt op het vliegveld van München. Het vertrek eindigde in een ramp die aan 23 inzittenden het leven zou kosten. Bij de ramp heeft Harry Gregg zich zo verdienstelijk gemaakt dat hij ook wel de "held van München" genoemd wordt: zo redde hij zijn teamgenoten Jackie Blanchflower en Dennis Viollet en de passagier Vera Lukić en haar dochter Venona uit het brandende vliegtuig. Ook hielp hij zijn zwaargewonde collega Bobby Charlton en trainer Matt Busby.
Slechts vier maanden na de ramp verdedigde Gregg het doel van Noord-Ierland tijdens het WK in Zweden. De ploeg haalde daar de kwartfinale, een prestatie die tot nu toe nooit geëvenaard is. Gregg werd na afloop gekozen tot de beste keeper van het toernooi, op ruime voorsprong voor Lev Jasjin. In totaal kwam Gregg 25 keer voor Noord-Ierland uit.
Gregg speelde voor Manchester United tot 1966. Alhoewel de club in die jaren tweemaal landskampioen werd en in 1963 de FA Cup won, kreeg hij nooit een medaille, omdat hij te vaak geblesseerd was. Na een seizoen bij Stoke City zette hij in 1967 een punt achter zijn spelersloopbaan.
Tot 1987 was Gregg trainer, achtereenvolgens bij Shrewsbury Town, Swansea City, Crewe Alexandra en Carlisle United. Grote successen behaalde hij echter niet. Daarna was hij vijf jaar eigenaar van een hotel in Portstewart.
Harry Gregg was nog regelmatig te zien, met name in documentaires over de vliegramp van München. In 2008 bezocht hij het vliegveld voor de eerste maal sinds de crash voor de opnames van het programma One Life: Munich Air Disaster. Daar ontmoette hij ook Zoran Lukić, van wie moeder Vera in 1958 in verwachting was.
In 1985 werd Gregg benoemd tot Lid van de Orde van het Britse Rijk (MBE). In 2019 werd hij bevorderd tot Officier in deze Orde (OBE).